# Peter Harwood
Peter Harwood, né en 1947 à Saint-Pierre-Port sur l'île de Guernesey, est un homme politique britannique. Il est ministre en chef de Guernesey de 2012 à 2014.